# Juin 2015 en sport
Cette page concerne l'actualité sportive du mois de juin 2015

## Faits marquants

### Samedi6 juin
- Tennis : Serena Williams remporte le Simple dames des Internationaux de France.
- Football : Le FC Barcelone est vainqueur de la finale de la Ligue des champions de l'UEFA face à la Juventus de Turin.
  - Ouverture de la Coupe du monde de football féminin 2015 au Canada.

### Dimanche7 juin
- Tennis : Stanislas Wawrinka remporte le simple messieurs des Internationaux de France.
- Formule 1 : Lewis Hamilton, parti de la pole position, remporte le Grand Prix du Canada pour la quatrième fois dans sa carrière. Il devance son coéquipier Nico Rosberg (2e), Valtteri Bottas (3e), Kimi Räikkönen (4e) et Sebastian Vettel (5e). Lewis Hamilton conserve la tête du championnat du monde, augmentant de 7 points son avance sur son coéquipier Rosberg (désormais 151 points contre 134) et devance toujours les pilotes Ferrari, Sebastian Vettel (108 points) et Kimi Räikkönen (72 points).
- Cyclisme sur piste : Bradley Wiggins bat le record de l'heure cycliste à Londres en parcourant 54,526 km[2].

### Vendredi12 juin
- Ouverture des premiers Jeux européens à Bakou, en Azerbaïdjan.

### Samedi 13 juin
- Le Stade français remporte la finale du Championnat de France de rugby à XV face à l'ASM Clermont Auvergne.

### Dimanche 14 juin
- Sport automobile : L'équipage Nico Hülkenberg-Earl Bamber-Nick Tandy au volant de la Porsche 919 Hybrid n° 19 remporte la 83e édition des 24 Heures du Mans devant la Porsche n° 17, pilotée par Timo Bernhard-Brendon Hartley-Mark Webber et l'Audi R18 e-tron quattro d'André Lotterer-Marcel Fässler-Benoît Tréluyer, triple vainqueur de l'épreuve. Il s'agit de la 17e victoire de Porsche dans la compétition, la première depuis 1998, seulement un an après son retour.
- Sport automobile : le Français Sébastien Ogier remporte, au volant d'une Volkswagen Polo R WRC, le rallye de Sardaigne, sixième épreuve du championnat du monde des rallyes 2015 devançant le Néo-Zélandais Hayden Paddon (2e) et le Belge Thierry Neuville (3e). Le double champion du monde conserve la tête du championnat avec 133 points devant Mads Østberg (67 points) et Andreas Mikkelsen (64 points).
- Cyclisme sur route : Après sa victoire dans la dernière étape, à Modane, Le Britannique Christopher Froome (Sky) ravit le maillot de leader à l'Américain Tejay van Garderen (BMC Racing) avec 10 secondes d'avance au classement final et remporte le Critérium du Dauphiné. Le Portugais Rui Costa (Lampre-Merida) termine 3e. C'est la seconde fois, après sa victoire de 2013 que Christopher Froome inscrit son nom au palmarès de l'épreuve.

### Dimanche 21 juin
- Formule 1 : Nico Rosberg remporte le Grand Prix d'Autriche devant son coéquipier Lewis Hamilton, parti de la pole position, et Felipe Massa. Lewis Hamilton, toujours en tête du championnat du monde, n'a plus que 10 points d'avance sur son coéquipier Rosberg (désormais 169 points contre 159) et devance toujours les pilotes Ferrari, Sebastian Vettel (120 points) et Kimi Räikkönen (qui reste à 72 points après son abandon). Mercedes conserve la tête du championnat, avec 328 points, devant Ferrari (192 points) et Williams (129 points).

### Dimanche 28 juin
- Basket-ball : la Serbie remporte le championnat d'Europe de basket-ball féminin 2015 en battant la France 76 à 68 ; il s'agit de la première médaille d'or pour le pays dans une compétition internationale. Grâce à sa victoire, la Serbie se voit qualifiée pour les Jeux olympiques d'été de 2016 de Rio de Janeiro.